# Hostilita

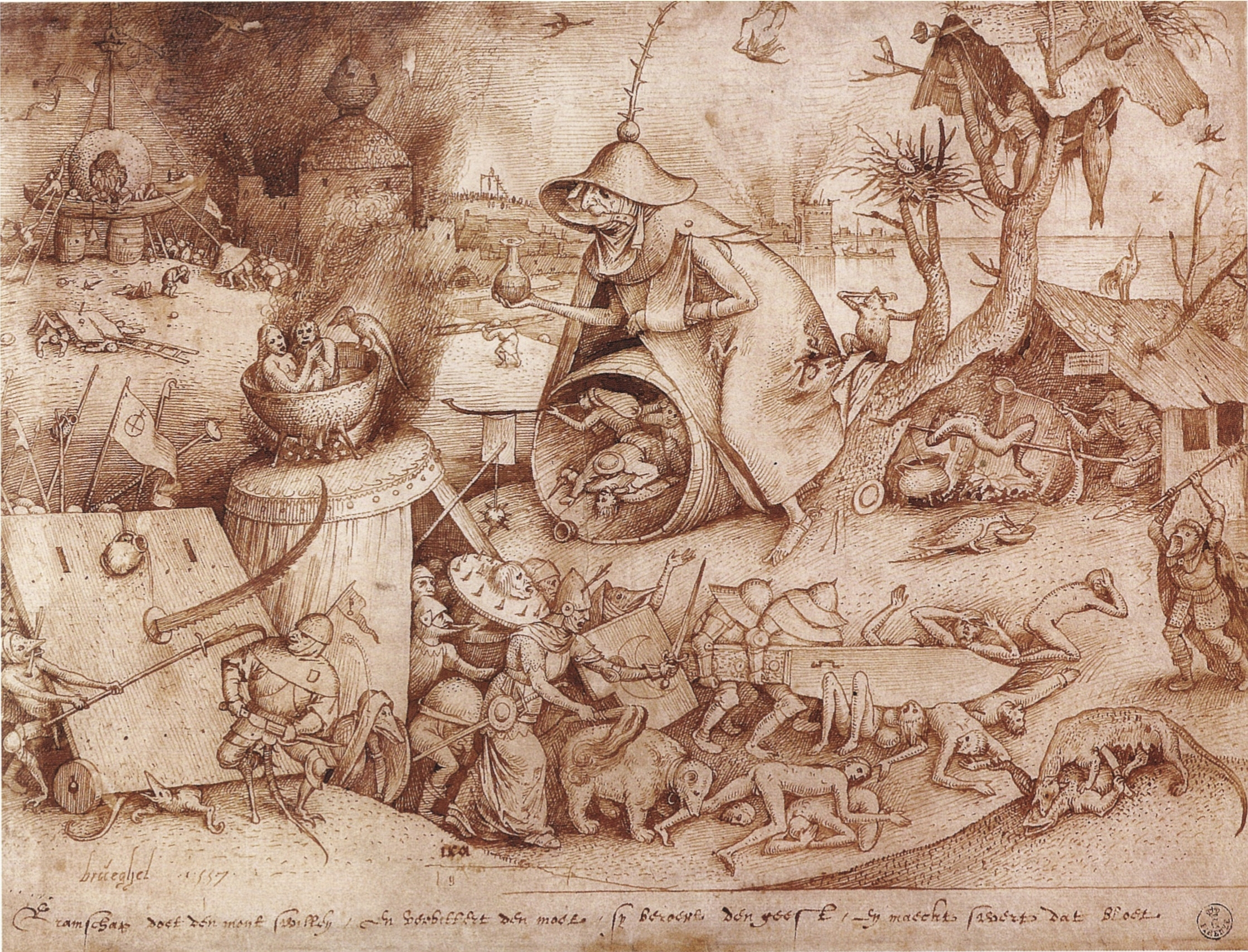
Pieter Brueghel: Hněv (rytina)

Hostilita (z lat. hostilis, nepřátelský) je v psychologii dlouhodobý emoční stav pacienta, který se projevuje agresivním či nepřátelským jednáním vůči druhým lidem. Podstatným rysem hostility je hněvivé odmítání druhých, vědomá touha a snaha uškodit. Hostilita je často spojována s agresí jako její příčina, ale nemusí tomu tak být pokaždé. I přes jejich evidentní blízkost je možné agresi, agresivitu a hostilitu poměrně zřetelně významově odlišit. V Mezinárodní klasifikaci nemocí ICD-10 má kód R45.5, v knihovnické klasifikaci Medical Subject Headings (MeSH) kód D006791.

## Příčiny
Tento stav může vzniknout z různých příčin. Může být důsledkem nadměrného pití alkoholu a požívání drog nebo může být důsledkem nějaké formy deprivace.
Například psychická deprivace z dětství, vyvolaná nedostatečnou nebo negativní soc. zkušeností v období rané socializace (nežádoucími vzory výchovy či nepříznivou hmotnou situací rodiny).
Objevuje se také u dětí, které vyrůstaly bez kontaktu s matkou, (v kojeneckých a výchovných ústavech) v důsledku čehož trpí citovou deprivací a jejím důsledkem, syndromem hostility, projevujícím se zvýšenou agresivitou, emoční labilitou, hostilními postoji, opožděným vývojem intelektu a zejména řeči.
Hostilita se často pojí s hněvem, proto se tyto rizikové faktory někdy posuzují současně. Není to ale totéž. Člověk se sklonem k hněvu se dá snadno vyprovokovat, ale jinak může být přátelský a laskavý. Hostilní člověk se chová nepřátelsky většinou, a to i když ho nikdo neprovokuje.

## My/Oni
My/Oni je psychologický proces, kdy člověk zařazuje lidi do kategorií podle toho, zda patří "k němu", nebo jsou mu cizí. Rozdělení může probíhat podle vnějších, viditelných znaků (barva pleti, oblečení apod.), nebo podle shody vlastností.
Lidé v kategorii "Oni" aktivují část mozku, zvanou insulární kortex, která je zodpovědná za pocit zhnusení.
Nacisté zneužili zařazovacího procesu tím, že viditelně označili nežádoucí část populace, čímž umožnili většinové populaci vnímat normálně okem nerozlišitelné skupiny jako něco cizího, a tím jim zabránit v cítění soucitu.

## Sociologie
V sociologii označuje nepřátelství, záměrné odmítání společenských kontaktů, komunikace a spolupráce. Hostilní jedinec je více kritický a negativistický vůči druhým osobám. Hostilita může být i jednou z příčin agresivního chování jedince. Jedinec zároveň dává své chování najevo. Projevy hostility vyjadřují trvalou tendenci nepřátelsky myslet a nepřátelsky jednat, a to až k hranici agrese. Často je vyvolávána závistí, žárlivostí, případně chorobnými duševními pochody, například paranoiou nebo mánií. Někdy se tímto pojmem označuje ještě hněvivé popření skutečnosti.

### Druhy hostility
Podle práce Busse a Durkeeho můžeme identifikovat 8 podtříd, ze kterých se skládá celý výsledek agrese a hostility jedince. Mezi druhy agrese patří přímá agrese, nepřímá agrese a slovní agrese. Mezi druhy hostility patří resentiment, iritabilita, negativismus a podezíravost. Nakonec byla přidána i škála viny, protože pocit viny se vztahuje k různým subškálám hostility.

### Pojem agrese a hostilita
Agrese i agresivita se vážou na konkrétní ublížení (ubližování), zatímco hostilita je obecným nepřátelským či negativním postojem vůči lidem. Hostilita se nemusí nutně projevit v agresivním chování, stejně tak jako příčinou agrese může být něco jiného než hostilita. Podobně lze odlišit hostilitu a agresivitu – hostilita může být složkou nebo pozadím agresivity, nemusí však nabýt její charakter. Společně ovšem sdílí náchylnost k emocionálním reakcím.

### Pojem hněvivost a hostilita
Jedinec s osobnostním rysem hněvivosti více inklinuje vnímat určité situace jako frustrující a rušivé. Za takových situací reaguje zvýšením hněvu a popřípadě i hostility vůči rušivým elementům.

## Politologie
V politice a v politologii znamená jednotlivé nepřátelské nebo i agresivní akty mezi různými státy, pokud ještě nepřerostly ve válku. V současné době se politické diskuze dostávají i na online prostředí, kde je agresivita vůči druhým názorům či politickým ideologiím citelně více vnímána.
Příklad hostility v politice byl zjevný v období studené války mezi Sovětským svazem (SSSR) a Spojenými státy americkými (USA), kde se tyto země po druhé světové válce neshodly v politické filozofii a názorech na uspořádání poválečného světa. Tato situace vedla k napětí mezi těmito dvěma zeměmi, která byla čistě politická bez fyzického konfliktu.

## Hostilita jako rizikový faktor
Současný lékařský a psychologický výzkum ukazuje, že hostilita je spojena s řadou zdravotních rizik. Rizika závisí na míře a době trvání hostilního chování.
Některá rizika hostility:
- Vyšší riziko srdečních a cévních onemocnění. Podle autorů Dase a O’Keefa[17] lze psychosociálnímu stresu přičíst zhruba 30% podíl na rizikových faktorech pro srdeční infarkt.
- U osaměle žijících mužů přináší hostilita i vyšší riziko cukrovky.[18]
- Vyšší riziko agrese vůči druhým nebo vůči vlastní osobě.[19]
- Kratší délka života.[20]
- Vyšší riziko kouření tabáku,nekontrolované pití alkoholu.[21][22][23]
- Vyšší riziko rozvoje patologického hráčství.[24][25]
- Vyšší riziko obezity.Negativní působení hostility zde ale patrně oslabuje vyšší vzdělání.[26] Vyšší riziko metabolického syndromu.[27]
- Negativní vliv na imunitní systém a hojení ran.[28][29]
- Poruchy spánku.[30]
- Vážné poruchy jednání a interpretace skutečnosti.[9]